# Язькова, Алла Алексеевна
Алла Алексеевна Язькова (19 мая 1930 — 7 ноября 2016, Москва) — советский российский историк и политолог, доктор исторических наук, профессор, заведующая сектором Института международных экономических и политических исследований АН СССР, главный научный сотрудник отдела Черноморско-Средиземноморских исследований Института Европы РАН, исследователь международных отношений, внутренней и внешней политики стран Юго-Восточной Европы в XX веке.

## Биография
Родилась 19 мая 1930 года в г. Киеве. В 1947 г. поступила на исторический факультет Московского государственного университета им. Ломоносова. В 1952 г., окончив университет, поступила на работу в государственное издательство политической литературы. В 1955 г. поступила в аспирантуру Института Истории АН СССР. В 1959 г. защитила кандидатскую диссертацию «Борьба классов и партий в Румынии накануне установления фашистской диктатуры. (1937 — февраль 1938)».
В 1955—1968 гг. — младший научный сотрудник, затем старший научный сотрудник Института истории АН СССР. В 1968—1973 гг. — старший научный сотрудник Института славяноведения и балканистики АН СССР. В 1973—2004 гг. — ведущий научный сотрудник, главный научный сотрудник, заведующая сектором Института международных экономических и политических исследований АН СССР. С 1984 г. — профессор по кафедре истории внешней политики стран Европы и Америки МГИМО МИД СССР.
В 1977 г. в ИВИ РАН защитила докторскую диссертацию «Малая Антанта в европейской политике 1918—1925».
В 1992—1995 гг. — член экспертного совета при Министре иностранных дел РФ. В 1992—1996 гг. — эксперт Государственной Думы РФ.
С 1995 г. — член Академии педагогических и социальных наук по отделению социальных наук. С 2005 г. — главный научный сотрудник отдела Черноморско-Средиземноморских исследований Института Европы РАН.
Под научным руководством А. А. Язьковой были защищены двадцать кандидатских диссертаций.

## Научная деятельность
Сфера научных интересов — международные отношения; внутренняя и внешняя политика стран Юго-Восточной Европы; «горячие точки» и проблемы регулирования конфликтов.
В монографии «Малая Антанта в европейской политике 1918—1925», опубликованной в 1974 г., исследуется процесс складывания Малой Антанты, союза Чехословакии, Румынии и Югославии в 1918—1921 гг., ее взаимоотношения с западными державами и Советской Россией (СССР), основные стороны ее деятельности и роль в европейской политике в первой половине 1920-х годов, а также кратко рассматривается ее история в 1930-е гг. В ряде статей А. А. Язьковой 1960—1970-х гг. характеризуются различные аспекты истории этого союза.
В коллективной монографии «Юго-Восточная Европа в эпоху кардинальных перемен» (2007) исследуются положение государств Юго-Восточной Европы в системе европейской и мировой политики последних пятнадцати лет. Дается анализ, определяется место и роль региона в современной Европе и мире, рассматриваются цивилизационно-культурные и исторические особенности развития, анализируются системные преобразования стран Юго-Восточной Европы и их отношения с Россией, перспективы решения проблем региона в контексте сотрудничества с ОБСЕ, ЕС и НАТО.
Другим направлением научных штудий было Большое Причерноморье. Посвященные этому региону работы затрагивают проблемы внутренней и внешней политики государств Южного Кавказа, Восточных и Западных Балкан, северных районов Чёрного моря и северо-восточного Средиземноморья. Рассматриваются базовые направления взаимодействия и противостояния государств региона, анализируются источники их противоречий и ведется поиск стратегических решений для России. Особое внимание уделено проблематике сепаратизма и путям решения межэтнических конфликтов на основе российского и зарубежного опыта. Отмечается возрастание роли внешних игроков — США, НАТО и ЕС и их влияние на региональные конфликты.
В последние десятилетия научные исследования проводились А. А. Язьковой на стыке новейшей истории и политологии. Большинство ее статей и монографий были посвящены анализу насущных политических проблем, корни которых уходят в начало XX в.

## Основные работы
- История Румынии в новое и новейшее время. М., 1985.
- Балканы между прошлым и будущим. М., 1995.
- Государства Закавказья. Россия. Проблемы южных рубежей России. М., 1998.
- Косово. Международные аспекты кризиса. М., 1999.
- Косовский конфликт в балканском политическом контексте. М., 1999.
- Balkans between the Past and the Future, European Union — Russia: Balkan Situation, 2000.
- Многоликая Европа: пути развития. М., 2002.
- Государства Южного Кавказа в новом геополитическом измерении. М., 2003[5].
- Румыния — Молдова: вместе или порознь? // Международные процессы. 2007. № 1.
- Юго-Восточная Европа в эпоху кардинальных перемен. М., 2007 (в соавторстве).
- «Слоеный пирог» национальной политики // Россия в глобальной политике. 2008. № 1.
- Черноморье — Каспий: поиск новых форматов безопасности и сотрудничества. М., 2011 (редактор, в соавторстве).
- Европейское пограничье: Республика Молдова между Европой и Россией // Современная Европа. 2016. № 4 (70). С. 34-46.
- Большое Причерноморье: на перекрестках сотрудничества и конфликтов. Москва, 2018. Сер. 350. Доклады Института Европы. (коллективная монография)[6]